# Bondariewka (obwód kurski)
Bondariewka (ros. Бондаревка) – wieś (ros. село, trb. sieło) w zachodniej Rosji, w sielsowiecie zamostjańskim rejonu sudżańskiego w obwodzie kurskim.

## Geografia
Miejscowość położona jest nad rzeką Smierdica, 3,5 km od centrum administracyjnego sielsowietu zamostjańskiego (Zamostje), 5 km od centrum administracyjnego rejonu (Sudża), 84 km od Kurska.
W granicach miejscowości znajdują się ulice: 70 let Pobiedy, Bagramiana, Czerniakowskogo, Rokossowskogo, Siemionowskij, Timoszenko, Wasilewskogo, Żukowa (52 posesje).

## Demografia
W 2010 r. miejscowość zamieszkiwało 112 osób.